# آخر ملوك إسكتلندا (فلم)
آخر ملوك اسكتلندا (بالإنجليزية: The Last King of Scotland) هو فيلم أنتج عام 2006 ومأخوذ من الرواية التي تحمل نفس الاسم، من بطولة الممثل فوريست ويتاكر الذي فاز بجائزة الأوسكار لأفضل ممثل رئيسي عن دوره في هذا الفيلم عندما جسد شخصية الجنرال عيدي أمين حاكم أوغندا منذ 1971 إلى 1979. والفيلم من إخراج كيفين ماكدونالد.

## القصة
تدور قصة الفيلم عن الطبيب الإسكتلندي نيكولاي كاريجان (جيمس مكافوي)، متخرج حديثًا من مدرسة طب جامعة أدنبرة، ينحدر من عائلة ثرية، يسعى للابتعاد عن سيطرة والده، فيقرر السفر إلى أوغندا (أول مكان يقع عليه اصبعه عندما يدير الكرة الأرضية، لكنه لم يكن كذلك لأن أول مكان وقع عليه اصبعه كان كندا فحاول مرة أخرى)، عندما يصل إلى هناك يبدأ بممارسة الطب في القرى الصغيرة بمساعدة طبيب بريطاني (آدم كوتز) وزوجته (جيليان أندرسون)، وفي أحد الأيام يجدون أنفسهم في وسط انقلاب عسكري على الحكومة الشيوعية التي تحكم البلاد، ويصبح الجنرال عيدي أمين (فوريست ويتاكر) الحاكم العسكري الجديد للبلاد. عيدي أمين كان وحشا وسفاحا، تسبب بمقتل أكثر من 300 ألف شخص من أبناء أوغندا خلال حكمه للبلاد في فترة السبعينات (من وجهة نظر الغربيين).
وتقود الظروف كاريجان ليصبح صديقا للجنرال وطبيبه الشخصي. في البداية تسحره الشخصية المرحة والجذابة للجنرال. لكنه سرعان ما يبدأ باكتشاف الجرائم التي يرتكبها هذا السفاح ضد شعبه، عبر موظف في السفارة البريطانية. ولتزداد المشاكل في حياته، يقيم كاريغان علاقة مع إحدى زوجات عيدي أمين، وعندما تخبره بأنها حامل، لا يحتاج الأمر لذكاء منه ليتكهن بردة فعل أمين تجاههم، وما يمكن أن يفعله بهما، ويحاول أن يجد طريقًا للخروج من أوغندا قبل أن يفقد حياته.

## الدقة التاريخية
معظم ما ذكر من أحداث حول عيدي أمين هي خيالية وأيضاً شخصية الطبيب، إلا أنها مستوحاة من أحداث من حياة بوب انستلز الإنكليزي المولد.
وفي الحقيقة فإن زوجة أمين قد حملت من الدكتور مبالو مكاسا وتوفيت أثناء قيامه بعملية اجهاض لها.
وهناك خطأ تاريخي صغير بالفيلم حيث تم وضع علم جمهورية روديسيا (حالياً زيمبابوي) بجانب أعلام الدول الأفريقية رغم عدم الاعتراف بها من أوغندا والمجتمع الدولي في ذلك الوقت.

## طاقم التمثيل
- فورست ويتكر في دور عيدي أمين.
- جيمس مكافوي في دور نيكولاس غاريغان.
- كيري واشنطن في دور كاي أمين.
- جيليان أندرسون في دور سارة ميريت.
- سايمون ماكبرني في دور ستون.
- ديفيد أويلو في دور الدكتور جونجو.
- كليوباترا كويروي في دور جوي.

## وصلات خارجية
- مقالات تستعمل روابط فنية بلا صلة مع ويكي بيانات